# The Four-Faced Liar
Pour plus de détails, voir Fiche technique et Distribution.
The Four-Faced Liar (ou La Menteuse Aux Quatre Visages) est un film américain réalisé par Jacob Chase sorti en 2010.

## Synopsis
Deux couples d'une vingtaine d'années ont du mal à trouver un sens à leur vie, à leurs relations. 
Ils se retrouvent tous les quatre dans une taverne irlandaise à New York, nommée The Liar Four-Faced.

## Fiche technique
- Titre original : The Four-Faced Liar
- Titre français : La Menteuse Aux Quatre Visages
- Réalisation : Jacob Chase
- Scénario : Marja-Lewis Ryan
- Musique : Jane Antonia Cornish (en)
- Production :
- Pays d'origine :  États-Unis
- Langue originale : Anglais américain
- Format : couleur
- Genre : Comédie dramatique, romance
- Lieux de tournage : Ventura, Californie, États-Unis
- Dates de sortie : 
  -  États-Unis
    - janvier 2010 (Slamdance Film Festival (en))
    - 9 novembre 2010

  -  Canada : mai 2010 (Inside/Out Toronto Gay and Lesbian Film Festival)
  -  Suisse : mai 2010 (Pink Apple Film Festival)
  -  Hongrie : juillet 2010 (Budapest Pride)
  -  Japon : 10 juillet 2010 (Tokyo International Lesbian & Gay Film Festival)
  -  France : 13 janvier 2011

## Distribution
- Daniel Carlisle : Greg
- Todd Kubrak : Trip
- Emily Peck : Molly
- Marja-Lewis Ryan : Bridget
- Liz Osborn : Chloe
- Lisa Bierman : Amy
- Tadia K. Taylor : Dorothy
- Jessie Paddock : Tracy
- Natasha David : Jenna
- Joe Chiotalo : le barman
- Chelsea Thornton : la fille sexy #1
- Stephanie Gentry : la fille sexy #2
- Adam Klesh : patron du bar
- Jaclyn Steinhart : patron du bar
- Adriana DeGirolami : patron du bar